# Indigofera livingstoniana
Indigofera livingstoniana är en ärtväxtart som beskrevs av Jan Bevington Gillett. Indigofera livingstoniana ingår i släktet indigosläktet, och familjen ärtväxter. Inga underarter finns listade i Catalogue of Life.